# ایی‌فیوز
در رایانش، ایی‌فیوز (به انگلیسی: eFuse) (فیوز الکترونیکی) یک فیوز میکروسکوپی است که در تراشه رایانه‌ای قرار می‌گیرد. این فناوری توسط آی‌بی‌ام ابداع شد تا امکان برنامه‌ریزی پویا بی‌درنگ تراشه‌ها را فراهم آورد. به‌طور خلاصه، منطق رایانه به‌طور کلی بر روی یک تراشه «حک‌شده» (به انگلیسی: etched) یا «سیم‌بندی‌شده» (به انگلیسی: hard-wired) است و پس از پایان ساخت تراشه قابل تغییر نیست. با استفاده از مجموعه‌ای از ایی‌فیوزها، یک تولیدکننده تراشه می‌تواند اجازه دهد تا مدارهای روی تراشه در حین کار تغییر کند.